# خوان ديفيس برادبرن
خوان ديفيس برادبرن (بالإسبانية: Juan Davis Bradburn)‏ (و. 1787 – 1842 م) هو عسكري، وتاجر رقيق ‏ مكسيكي، ولد في فرجينيا، توفي في ماتاموروس، عن عمر يناهز 55 عاماً.